# Hans Günter Danielmeyer
Hans Günter Danielmeyer (Nuremberg, 5 de março de 1936) é um físico alemão.
De 1994 a 1996 foi presidente da Deutsche Physikalische Gesellschaft.

## Obras
- Progress in Nd:YAG lasers, in K. Levine, A.J. DeMaria (Herausgeber): Lasers, Marcel Dekker, New York, 1976
- com Yasutsugu Takeda (editores) The Company of the Future: markets, tools and technology, Springer 1997